# Glossocele
Il glossocele è un'anomala protrusione della lingua verso l'esterno della bocca. Il termine deriva dal greco glossa, lingua e kele, tumore, tumefazione.

## Eziologia
Fra le cause più comuni sono comprese
- Malattie infiammatorie
- Neoplasie
- Ipotiroidismo
- Macroglossia